# Bugatti Type 19

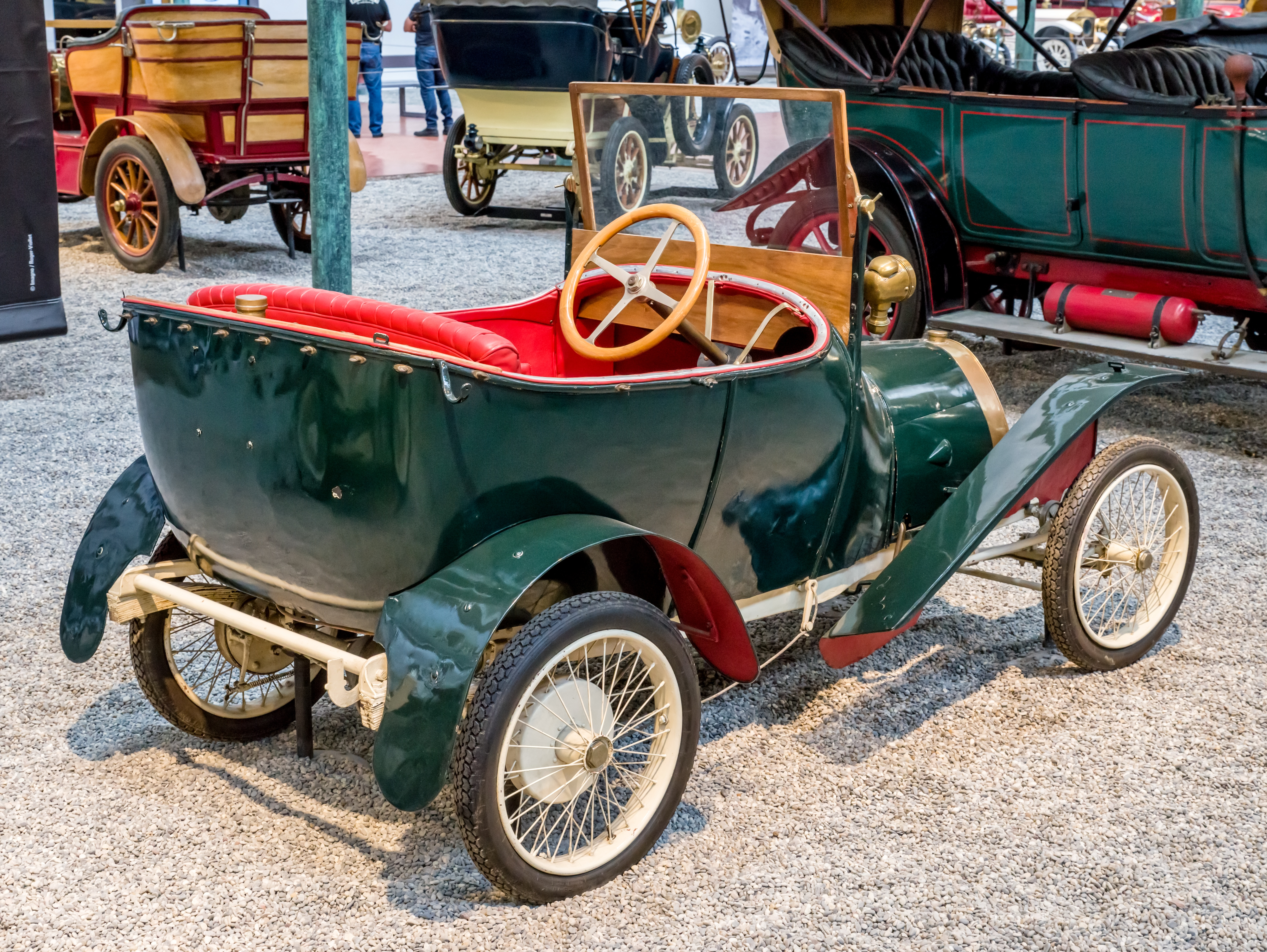
Heckansicht

Der Bugatti Type 19 ist ein Kleinwagen. Hersteller war Bugatti aus dem Elsass, das damals zum Deutschen Reich gehörte.

## Entwicklungsgeschichte
Ettore Bugatti entwarf das Fahrzeug als Prototyp. Er bot es den Wanderer-Werken an, allerdings kam es zu keinem Abschluss. Am 18. November 1911 kam es zu einer Vereinbarung mit Peugeot und Lion-Peugeot. Das Serienmodell wurde auf dem Pariser Autosalon 1912 präsentiert und ging 1913 als Peugeot Type BP in Serie.

## Beschreibung
Das Fahrzeug hat einen Vierzylindermotor. Er war bereits als Monoblock ausgeführt (Block aus einem Guss statt mit paarweise gegossenen Zylindern) und hatte gegenüberliegende Ein- und Auslassventile (T-Kopf-Motor).
Der Hubraum betrug 855 cm³. Die Bohrung betrug 55 mm, der Hub 90 mm. Er leistete 10 PS.
Statt einer Ölpumpe hatte der Motor Tropfenschmierung. Der Benzintank war im Torpedoblech untergebracht, von wo der Treibstoff ohne Benzinpumpe in den Vergaser lief. Die Wasserkühlung arbeitete nach dem Thermosiphon-Prinzip.
Das Fahrgestell hat laut einer Quelle 210 cm Radstand. Die offene Karosserie als Roadster bot Platz für zwei Personen nebeneinander.